# Dariusz Batek
Dariusz Batek (ur. 27 kwietnia 1986 w Oświęcimiu) – polski kolarz górski i szosowy, srebrny medalista mistrzostw świata MTB, zawodnik grupy CST MTB Team.

## Kariera
Największy sukces w karierze Dariusz Batek osiągnął w 2007 roku, kiedy reprezentacja Polski w składzie: Marcin Karczyński, Piotr Brzózka, Maja Włoszczowska i Dariusz Batek zdobyła srebrny medal w sztafecie cross-country podczas mistrzostw świata w Fort William. Na tych samych mistrzostwach zajął piąte miejsce w wyścigu indywidualnym. Zajmował także drugie oraz trzecie miejsce w Pucharze Świata. Był to jedyny medal wywalczony przez Batka na międzynarodowej imprezie tej rangi. Jest ponadto wielokrotnym medalistą mistrzostw Polski, między innymi w latach 2005, 2006, 2007 i 2008 zwyciężał w sztafecie, a w 2008, 2012, 2017 oraz w 2018 roku był najlepszy w maratonie MTB. W sumie  w dorobku ma 13 złotych medali Mistrzostw Polski. Startuje także w wyścigach szosowych, jest między innymi wicemistrzem kraju młodzieżowców w indywidualnej jeździe na czas. Nie brał udziału w igrzyskach olimpijskich, chociaż dwa razy był zawodnikiem rezerwowym. Dwukrotnie startował w Tour de Pologne jako reprezentant Polski.